# Жобер, Мишель
Мише́ль Жобе́р (фр. Michel Jobert), (11 сентября 1921, Мекнес, Французское Марокко — 25 мая 2002, Париж, Франция) — французский политический деятель, министр иностранных дел Франции в кабинете Пьера Мессмера при президенте Жорже Помпиду с 4 апреля 1973 по 28 мая 1974.

## Биография
Окончил Свободную школу политических наук. Участник движения Сопротивления, награждён орденом Почетного Легиона и Военным Крестом. В 1948 г. окончил Национальную школу администрации.
- 1969—1973 гг. — генеральный секретарь Президента Франции в администрации Жоржа Помпиду,
- 1971—1986 гг. — первый советник Счетной палаты,
- 1973—1974 гг. — министр иностранных дел Франции.

Считался левым голлистом. Во время избирательной кампании в 1974 г., он поддерживал Жака Шабана-Дельмаса, но после победы на выборах Валери Жискар д’Эстена основал свою политическую партию — Движение демократов (фр. Mouvement des démocrates). В 1981 г. на президентских выборах поддержал Франсуа Миттерана.
В 1981—1983 гг. — министр внешней торговли в кабинете Пьера Моруа.
Прокурор в суде Парижа (после 1990) и судья в Национальном комитете Международной Торговой Палаты (1991).
Редактор ежемесячного «Журнала Мишеля Жобера» (1974—1984). Автор передовиц для газеты «Париж сегодня вечером» (январь-февраль 1985). Был ведущим на Международном Средиземном Радио.

## Труды
- Воспоминания о будущем (Mémoires d’avenir, премия «Aujourd’hui» — «Сегодня», 1974)
- Жизни простые идеи (Les idées simples de la vie, 1975)
- Иной взгляд (L’Autre regard, 1976)
- Открытое письмо женщинам-политикам (Lettre ouverte aux femmes politiques, 1976)
- Жизнь Эллы Шустер (La vie d’Hella Schuster, роман, 1977)
- Поговорим о французах (Parler aux Français, 1977)
- Марокко, Магриб заходящего солнца (Maroc, extrême Maghreb du soleil couchant, 1978)
- Гранатная река (La rivière aux grenades, роман, 1982)
- Хроники свободного Юга (Chroniques du Midi libre, 1982)
- Да здравствует свободная Европа! (Vive l’Europe libre, в соавт., 1983)
- Тридцатью шестью путями (Par trente six chemins, 1984)
- Магриб в тени своих рук (Maghreb, à l’ombre de ses mains, 1985)
- Американцы (Les Américains, 1987)
- Дневник на каждый день и на маленькую вечность (Journal Immédiat et pour une petite éternité, 1987)
- Вандалы! (Vandales!, 1990)
- Дневник из Залива, август 1990 — август 1991 (Journal du Golfe, août 1990 — août 1991, 1991)
- Ни бог, ни дьявол (Ni dieu ni diable, 1993)
- Хроники надежды, 1988—1992 (Chroniques de l’espérance 1988—1992, 1993)
- Слепота Запада. Хроники международной политики 1993—1996 (L’aveuglement du monde occidental. Chroniques de politique internationale 1993—1996, 1997).